# Parlamentswahl in Georgien 2016

Plakatwand des Georgischen Traum, Tiflis

Die Wahl zum 8. georgischen Parlament fand am 8. Oktober 2016 statt. In der ersten Wahlrunde fiel die Entscheidung über 100 Parlamentssitze. Am 30. Oktober 2016 fanden Stichwahlen in den verbleibenden 50 Wahlkreisen statt. Bei der Wahl erreichte der Georgische Traum eine Dreiviertelmehrheit der Mandate.

## Ausgangslage
Bei den Wahlen 2012 konnte die überparteiliche Koalition Georgischer Traum um den Geschäftsmann Bidsina Iwanischwili aus dem Stand mit 54,9 Prozent der Stimmen stärkste Partei in Georgien werden und eine Alleinregierung bilden. Die bis dato regierende Vereinte Nationale Bewegung, welcher auch der damalige Präsident Micheil Saakaschwili angehört, musste starke Verluste hinnehmen und erreichte nur noch 40,2 Prozent der Wählerstimmen. Auch die Christdemokraten und die Arbeiterpartei verloren massiv und schafften nicht mehr den Sprung über die in Georgien geltende Fünf-Prozent-Sperrklausel. Infolgedessen wurde Iwanischwili am 25. Oktober 2012 zum Premierminister Georgiens gewählt.
Nachdem der Kandidat des Georgischen Traumes Giorgi Margwelaschwili bei den Präsidentschaftswahlen 2013 im ersten Wahlgang die absolute Mehrheit erreicht hatte und neuer Präsident Georgiens geworden war, trat Bidsina Iwanischwili vom Amt des Premierministers zurück. Sein Nachfolger wurde am 20. November 2013 Irakli Gharibaschwili.
Bei den Kommunalwahlen 2014 wurde der Georgische Traum mit 50,8 % die stärkste Kraft, gefolgt von der Vereinten Nationalen Bewegung mit 22,4 %, die sich als stärkste Oppositionskraft etablieren konnte. Drittstärkste Kraft wurde mit 10,2 % die Demokratische Bewegung – Vereintes Georgien.
Im November 2014 verließ die Partei Freie Demokraten um Irakli Alassania die Regierungskoalition. Damit stellte der Georgische Traum statt 87 nur noch 79 Abgeordnete im Parlament.
Am 23. Dezember 2015 trat Irakli Gharibaschwili infolge schlechter Umfragewerte für seine Partei zurück. Sein Nachfolger als Premierminister wurde Außenminister Giorgi Kwirikaschwili.

Spitzenpolitiker
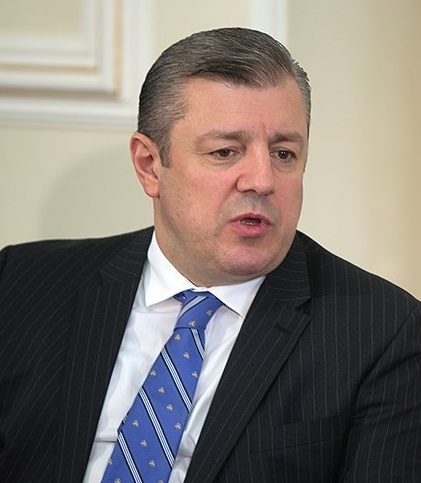
Giorgi Kwirikaschwili Georgischer Traum
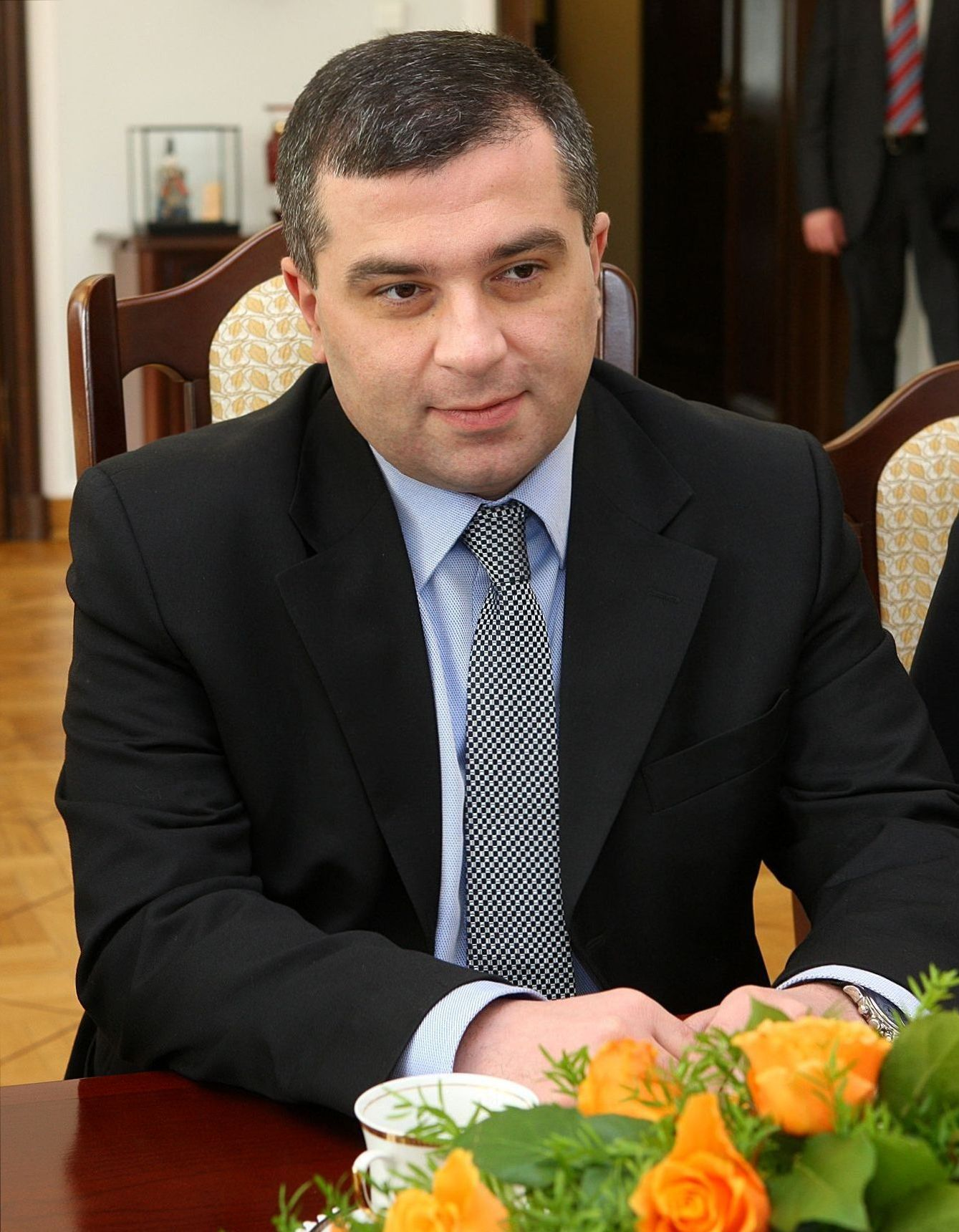
Dawit Bakradse Vereinte Nationale Bewegung
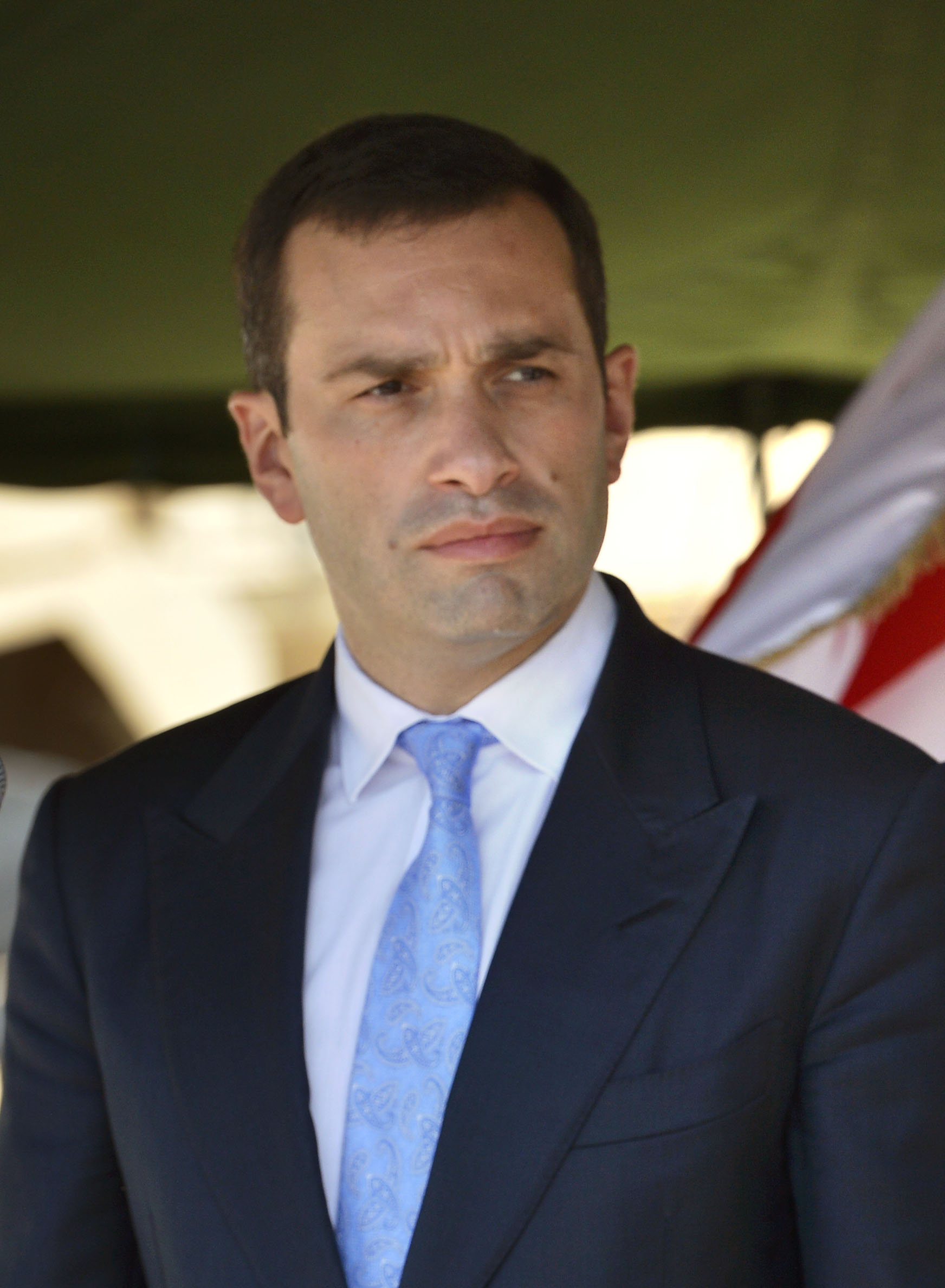
Irakli Alasania Freie Demokraten
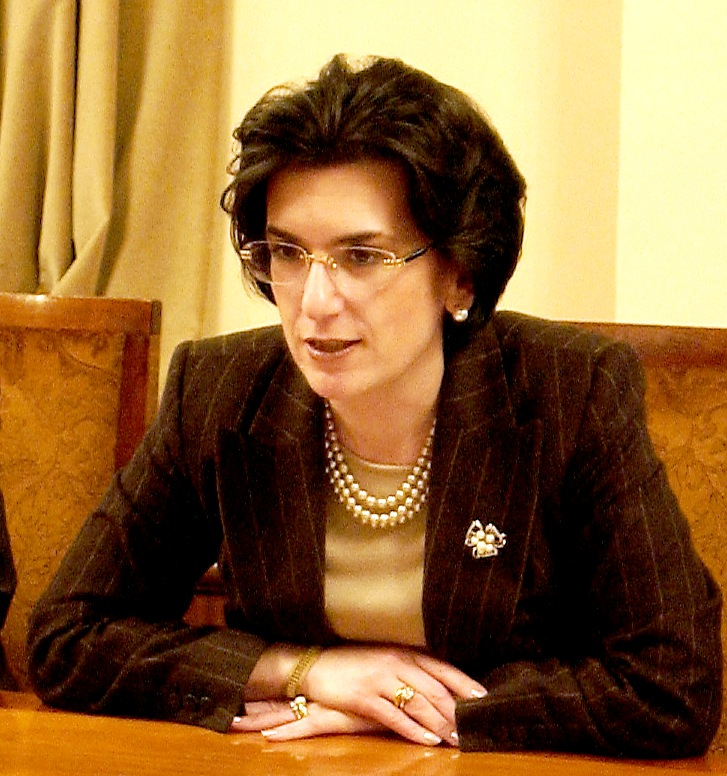
Nino Burdschanadse Demokratische Bewegung

## Wahlsystem

Die 73 Wahlkreise Georgiens. In Abchasien und Südossetien konnte keine Wahl stattfinden

Gewählt werden alle 150 Mitglieder des georgischen Parlaments in einem Grabenwahlsystem. 73 Abgeordnete werden direkt in Einzelwahlkreisen gewählt, die übrigen 77 Sitze werden entsprechend dem proportionalen Stimmenanteil der Parteien verteilt. Dabei gilt eine Sperrklausel von fünf Prozent. Das georgische Verfassungsgericht hatte am 28. Mai 2015 die bisher geltenden Wahlkreisgrenzen, die zu extrem unterschiedlichen Wählerzahlen in verschiedenen Wahlkreisen führten (zwischen 6.000 und 150.000 Wählern), für unzulässig erklärt. Die Wahlkreisgrenzen wurden daraufhin im Rahmen einer Wahlrechtsreform, die am 8. Januar 2016 Gesetzeskraft erlangte, neu gezogen, so dass danach jeder Wahlkreis ähnlich viele Wähler hatte.
Für das Erreichen eines Direktmandats ist die absolute Mehrheit der Stimmen erforderlich. Sollte diese nicht erreicht werden, wird ein zweiter Wahlgang in den entsprechenden Wahlkreisen abgehalten. Die zweite Wahlrunde (Stichwahl), bei der die zwei jeweils bestplatzierten Kandidaten gegeneinander antreten, muss innerhalb von 25 Tagen nach der ersten Wahl durchgeführt werden.

## Wahlumfragen
| Institut            | Datum      | KO     | ENM    | TD    | SLP   | SPA    | DMES  | KDM   | Sonstige |
| ------------------- | ---------- | ------ | ------ | ----- | ----- | ------ | ----- | ----- | -------- |
| Imedi TV            | 30.09.2016 | 42,4 % | 18,8 % | 5,8 % | 4,5 % | 5,4 %  | 3,2 % | –     | 3,9 %    |
| NDI                 | 14.03.2016 | 29 %   | 27 %   | 10 %  | 6 %   | 5 %    | –     | –     | 5 %      |
| EPN                 | 29.01.2016 | 31,0 % | 20,1 % | 8,8 % | 8,3 % | 23,0 % | 6,2 % | –     | 2,4 %    |
| NDI                 | 21.12.2015 | 21 %   | 15 %   | 15 %  | 8 %   | 6 %    | 6 %   | –     | 2 %      |
| NDI                 | 21.12.2015 | 22 %   | 17 %   | 18 %  | 9 %   | 7 %    | 8 %   | –     | 6 %      |
| NDI                 | 13.10.2015 | 16 %   | 18 %   | 12 %  | 7 %   | 8 %    | 5 %   | –     | 4 %      |
| NDI                 | 13.10.2015 | 17 %   | 16 %   | 10 %  | 6 %   | 6 %    | 5 %   | –     | 6 %      |
| NDI                 | 11.05.2015 | 24 %   | 16 %   | 9 %   | 5 %   | 6 %    | –     | –     | 11 %     |
| IPM                 | 25.03.2015 | 36 %   | 14 %   | 10 %  | 6 %   | 5 %    | 5 %   | –     | –        |
| NDI                 | 25.08.2014 | 46 %   | 15 %   | –     | 6 %   | –      | –     | –     | 16 %     |
| NDI                 | 08.05.2014 | 46 %   | 16 %   | –     | 11 %  | –      | –     | 13 %  | 7 %      |
| NDI                 | 18.12.2013 | 65 %   | 15 %   | –     | 6 %   | –      | 8 %   | 6 %   | 4 %      |
| NDI                 | 23.09.2013 | 56 %   | 16 %   | –     | 7 %   | –      | 12 %  | 7 %   | 4 %      |
| NDI                 | 12.07.2013 | 55 %   | 13 %   | –     | –     | –      | –     | –     | 22 %     |
| NDI                 | 23.04.2013 | 63 %   | 13 %   | –     | –     | –      | –     | –     | 15 %     |
| NDI                 | 12.12.2012 | 66 %   | 13 %   | –     | –     | –      | –     | 10 %  | 7 %      |
| Parlamentswahl 2012 | 01.10.2012 | 54,9 % | 40,2 % | –     | 1,2 % | –      | –     | 2,0 % | 1,4 %    |

Anmerkungen zu den Wahlumfragen:
1. 1 2 3 4 5 6  
Als Basis für diese Umfragedaten wurde die Frage „Welche Partei würden Sie wählen?“ (entspricht der Sonntagsfrage: „Welche Partei würden Sie wählen, wenn Wahl wäre?“) bei wahrscheinlichen Wählern verwendet. Des Weiteren wurden Erst- und Zweitpräferenz, falls vorhanden, addiert.
2. 1 2 3 4 5 6 7 8 9 10  
Als Basis für diese Umfragedaten wurde die Frage „Welche Partei steht Ihnen am nächsten?“ verwendet, da nicht nach einer direkten Wahlabsicht gefragt wurde. Des Weiteren wurden Erst- und Zweitpräferenz addiert.

## Ergebnisse

### Parteilisten-Ergebnisse
Bei der ersten Auszählung aller Stimmbezirke überwanden zwei Parteien sicher die 5-Prozent-Sperrklausel: der Georgische Traum (KO) und die Vereinte Nationale Bewegung (ENM). Bei der Allianz der Patrioten lag das Stimmenergebnis extrem knapp an der 5,0-Prozent-Marke. Am Abend des 10. Oktober 2016 wurde der Stimmenanteil der Patrioten mit 5.006 % angegeben, 113 Wählerstimmen über der 5-Prozent-Marke. Bis zum Abend des 10. Oktober wurde allerdings aufgrund von Unregelmäßigkeiten das Auszählungsergebnis in mehreren Wahllokalen durch die Wahlkommission annulliert, so dass das Endergebnis zunächst unsicher blieb und entscheidend davon abhing, ob die Patrioten wirklich über die 5-Prozent-Marke kommen würden. Die georgische Wahlkommission gab die endgültigen Ergebnisse der Parteilistenstimmen am 24. Oktober 2016 bekannt. Demnach hatte die Allianz der Patrioten die 5-Prozent-Marke knapp überwunden.

### Wahlkreisergebnisse
Bei der Wahl der Wahlkreiskandidaten erreichten 23 Kandidaten die absolute Stimmenmehrheit und waren damit gewählt. Alle gehörten dem Georgischen Traum an. In zwei Wahlkreisen (Zugdidi and Marneuli) wurde in einigen Wahllokalen aufgrund von Unregelmäßigkeiten die Kandidatenwahl am 22. Oktober 2016 wiederholt. In beiden Wahlkreisen erreichte jedoch kein Kandidat die absolute Mehrheit. In 50 Wahlkreisen musste somit eine Stichwahl erfolgen. Dies betraf 17 Wahlkreise in Tiflis und 33 Wahlkreise im übrigen Land. In 44 Wahlkreisen trat der KO-Kandidat gegen einen VNB-Kandididaten an, in zwei Wahlkreisen (37 und 60) gegen Unabhängige und in jeweils einem Wahlkreis gegen einen Kandidaten der Freien Demokraten (Wahlkreis 41), einen „Industrialisten“ (Wahlkreis 43), sowie einen Vertreter der Kleinstpartei Staat für eine Volkskoalition (Wahlkreis 37). Im Wahlkreis 1 (Tiflis) trat die parteilose Kandidatin Salome Surabischwili, die allerdings vom Georgischen Traum unterstützt wurde, gegen einen ENM-Kandidaten an. In fast allen der 50 Stich-Wahlkreise lag der Georgische Traum in der ersten Wahlrunde in Führung. Ausnahmen waren nur die Wahlkreise 43 (Industrialisten), 36 und 44 (beide ENM).
Am 9. Oktober 2016 riefen die EU-Außenbeauftragte Federica Mogherini und EU-Nachbarschaftskommissar Johannes Hahn in einer gemeinsamen Erklärung in Hinblick auf die anstehende zweite Wahlrunde alle georgischen Parteien dazu auf, Konfrontationen und Gewalt zu vermeiden, sowie demokratische Prinzipien und den Willen des georgischen Vokes zu respektieren.
Am 10. Oktober 2016 forderte der ehemalige Präsident Micheil Saakaschwili (nunmehr Gouverneur der Oblast Odessa in der Ukraine) seine Partei, die Vereinte Nationale Bewegung dazu auf, die zweite Runde der Wahlen zu boykottieren. Er begründete dies damit, dass ansonsten die Wahlen, bei denen es zu „gravierenden Verstößen“ gekommen sei, durch eine Teilnahme legitimiert würden. Das Führungsgremium der VNB  sprach sich jedoch gegen einen Boykott aus und appellierte an die Wähler, in der Stichwahl gegen die Kandidaten des Georgischen Traums zu stimmen um eine drohende Dreiviertelmehrheit des Georgischen Traums im neuen Parlament, mit der Verfassungsänderungen möglich wären, zu verhindern.
Die georgische Wahlkommission gab am 16. Oktober 2016 den 30. Oktober 2016 als vorläufigen Termin für die Stichwahlen bekannt. Die Wahlbeteiligung bei den Stichwahlen war mit 37,5 % von 2.478.042 Wahlberechtigten deutlich niedriger als bei der ersten Wahlrunde am 8. Oktober 2016. In 48 der 50 Wahlkreise waren die Kandidaten des Georgischen Traums erfolgreich. Die einzigen beiden Wahlkreise, die an andere Kandidaten gingen, waren Nr. 43 (Industrialisten) und Nr. 1 (S. Zurabischwili).
| Partei                                    | Partei                                                                                   | Parteiliste | Parteiliste | Parteiliste | Wahlkreise  | Wahlkreise  | Wahlkreise | Sitze gesamt | %     | Sitze +/− |
| Partei                                    | Partei                                                                                   | Stimmen     | %           | Sitze       | 1. Wahlgang | 2. Wahlgang | zusammen   | Sitze gesamt | %     | Sitze +/− |
| ----------------------------------------- | ---------------------------------------------------------------------------------------- | ----------- | ----------- | ----------- | ----------- | ----------- | ---------- | ------------ | ----- | --------- |
|                                           | Georgischer Traum – Demokratisches Georgien (ქართული ოცნება–დემოკრატიული საქართველო)     | 856.638     | 48,68       | 44          | 23          | 48          | 71         | 115          | 76,7  | ▲28       |
|                                           | Vereinte Nationale Bewegung (ერთიანი ნაციონალური მოძრაობა)                               | 477.053     | 27.11       | 27          | 0           | 0           | 0          | 27           | 18,0  | ▼36       |
|                                           | Allianz der Patrioten Georgiens (საქართველოს პატრიოტთა ალიანსი)                          | 88.097      | 5,01        | 6           | 0           | –           | 0          | 6            | 4,0   | ▲6 (neu)  |
|                                           | Freie Demokraten (თავისუფალი დემოკრატები)                                                | 81.464      | 4,63        | 0           | 0           | –           | 0          | 0            | 0     | ▬         |
|                                           | Demokratische Bewegung – Vereintes Georgien (დემოკრატიული მოძრაობა — ერთიანი საქართველო) | 62.166      | 3,53        | 0           | 0           | –           | 0          | 0            | 0,0   | ▬         |
|                                           | Staat für das Volk (სახელმწიფო ხალხისთვის)                                               | 60.681      | 3,45        | 0           | 0           | 0           | 0          | 0            | 0,0   | ▬         |
|                                           | Georgische Arbeiterpartei (საქართველოს ლეიბორისტული პარტია)                              | 55.204      | 3,14        | 0           | 0           | –           | 0          | 0            | 0,0   | ▬         |
|                                           | Republikanische Partei Georgiens (საქართველოს რესპუბლიკური პარტია)                       | 27.264      | 1,55        | 0           | 0           | –           | 0          | 0            | 0,0   | ▬         |
|                                           | Sonstige Parteien                                                                        | 51.065      | 2,90        | 0           | 0           | 1           | 1          | 1            | 0,7   | ▲1        |
|                                           | Einzelkandidaten                                                                         | –           | –           | 0           | 0           | 1           | 1          | 1            | 0,7   | ▲1        |
| Gesamt                                    | Gesamt                                                                                   | 1.759.632   | 100,0       | 77          | 23          | 50          | 73         | 150          | 100 % | —         |
| Wähler und Wahlbeteiligung                | Wähler und Wahlbeteiligung                                                               | 1.814.276   | 51,63       | —           | —           | —           | —          | —            | —     | –         |
| Quelle: Zentrale Wahlkommission Georgiens |                                                                                          |             |             |             |             |             |            |              |       |           |

### Ergebnisse nach Wahlkreisen
Absolute Mehrheit für den Kandidaten des Georgischen Traums in der ersten Wahlrunde am 8. Oktober 2016
Mehrheit für den Kandidaten des Georgischen Traums in der Stichwahl am 30. Oktober 2016
Mehrheit für kleinere Parteien oder Unabhängige in der Stichwahl am 30. Oktober 2016

### Zusammensetzung des neuen Parlaments
- KO: 115
- ENM: 27
- MGS: 1
- Unabh.: 1
- SPA: 6

## Bewertung des Wahlprozesses und Wahlergebnisses
Nach der Wahl am 8. Oktober fällten internationale Wahlbeobachter und zugehörige Institutionen, wie die OSZE ein überwiegend positives Urteil. Die Wahl sei geordnet und weitgehend entsprechend demokratischer Standards abgelaufen. Allerdings wurde auch Kritik an Auszählprozessen in vielen Wahllokalen geübt. Die Kritik bezog sich jedoch nicht auf vermutete Fälschungen, sondern auf ein nicht vorschriftsmäßiges Handeln, gewissermaßen einen zu „saloppen“ Umgang mit den Vorschriften (beispielsweise kein systematisches Ungültigmachen von leeren Stimmzetteln, kein systematisches Überprüfen der protokollierten Daten nach der Auszählung, u. ä.). Die Stichwahlen am 30. Oktober beurteilte die internationale Beobachtermission als „kompetitiv“. Die Wahlen seien „reibungslos und professionell organisiert“ gewesen und die „Rechte der Kandidaten und Wähler [seien] gewahrt“ worden.
Im Sinne der partizipatorischen Demokratie erweist sich die Kombination aus Grabenwahlsystem in Kombination mit Sperrklausel als kritisch, da nahezu ein Fünftel der Stimmen schon im Verhältniswahlanteil nicht zu einem Parlamentssitz führten und dieser Effekt nochmals verstärkt wurde durch den Mehrheitswahlanteil.
Am Wahlabend des 30. Oktober brachte Premierminister Giorgi Kwirikaschwili erneut eine Reform des Wahlrechts ins Gespräch. Er bevorzuge eine Reform des Wahlrechtes im Sinne einer Umstellung auf Verhältniswahl. Kwirikaschwili nannte dabei speziell das Wahlrecht Deutschlands als ein mögliches Modell. Für eine solche Änderung sei jedoch ein breiter politischer Konsens nötig.